# Tarzana, sexe sauvage
Pour plus de détails, voir Fiche technique et Distribution.
Tarzana, sexe sauvage (Tarzana, sesso selvaggio) est un film d'aventures érotiques réalisé par Guido Malatesta et sorti en 1969.

## Synopsis
Lorsqu'on apprend en Europe qu'une tribu kenyane a élu une femme blanche comme reine, Tarzana (qui signifie « femme étrange » en bantou), Sir Donovan est certain qu'il s'agit de sa petite-fille Elizabeth, perdue de vue depuis longtemps et que l'on croyait morte avec ses parents à la suite d'un accident d'avion dans la jungle africaine. Souhaitant que sa petite-fille hérite de ses biens, Sir Donovan recrute un chasseur nommé Glen Shipper (et sa compagne Doris) pour se rendre en Afrique à la recherche de Tarzana et ramener Elizabeth à la civilisation. Ce voyage met Tarzana en danger face à son propre cousin Groder, qui a accompagné Glen et Doris dans leur quête dans l'espoir d'exterminer Elizabeth afin de devenir le prochain héritier de Sir Donovan.

## Fiche technique
- Titre français : Tarzana, sexe sauvage[1]
- Titre original italien : Tarzana, sesso selvaggio[2],[3],[4]
- Réalisation : Guido Malatesta (sous le nom de « James Reed »)
- Scenario : Gianfranco Clerici, Guido Malatesta
- Photographie :	Augusto Tiezzi
- Montage : Jolanda Benvenuti (it)
- Musique : Angelo Francesco Lavagnino
- Décors : Pier Vittorio Marchi
- Costumes : Walter Patriarca
- Société de production : Romana Film
- Pays de production :  Italie
- Langue originale : italien
- Format : couleurs par Eastmancolor - Son mono - 35 mm
- Durée : 87 minutes
- Genre : film d'aventures érotiques
- Dates de sortie :
  - Italie : 11 juillet 1969
  - France : 19 avril 1972

## Distribution
- Femi Benussi : Tarzana
- Ken Clark : Glen Shipper
- Franca Polesello : Doris
- Beryl Cunningham : Kamala
- Franco Ressel : Groder
- Raf Baldassarre : Fred
- Andrea Aureli (sous le nom de « Andrew Ray »)
- Alfred Thomas : Kamuro
- Furio Meniconi : Lars
- Gualtiero Isnenghi
- Ugo Adinolfi
- Fortunato Arena
- Antonietta Fiorito : Judy